# Lunatia pila
Lunatia pila is een slakkensoort uit de familie van de Naticidae. De wetenschappelijke naam van de soort is voor het eerst geldig gepubliceerd in 1911 door Pilsbry.